# Alfred Schutz

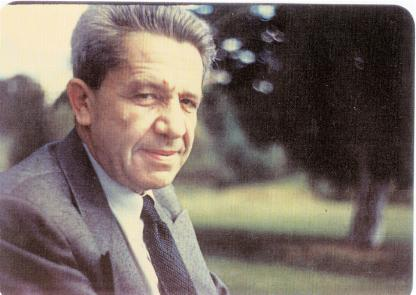
bức chân dung của Alfred Schütz

Alfred Schütz (1899-1959) là nhà khoa học người Mỹ gốc Áo, có lúc được coi là nhà xã hội học nhưng cũng có khi được nhắc tới như một triết gia vì các nghiên cứu của ông nằm trong cả hai ngành còn phương pháp tư duy của ông thì nằm ở giữa. Thực ra, cũng như các nhà hiện tượng luận khác sau Edmund Husserl, Schutz theo đuổi một ngành khoa học của mọi khoa học, không lệ thuộc vào phương pháp hay dựa vào kết quả của bất kỳ ngành khoa học nào khác, tìm ra chân lý và quy luật như tự thân bản chất trong thực tại, đặc biệt là cho các vấn đề của các ngành khoa học xã hội. Một điều thú vị trong cuộc sống của ông là nghiên cứu khoa học chỉ là công việc phụ, còn việc chính để kiếm sống là ở ngân hàng.
Schutz phân biệt rất rõ giữa hiểu biết đời thường và kiến thức khoa học, như trong một công trình của ông từ 1966 được in lại vào năm 1990: "Tất cả kiến thức của chúng ta về thế giới, theo hiểu biết thông thường cũng như theo kiến thức khoa học, đều là các kết cấu, ví dụ như là một tổ hợp các khái niệm trừu tượng, hệ thống phổ quát, hình thức hóa, tuyệt đối hoá phù hợp riêng với một mức độ tổ chức tư duy nhất định. Nói cụ thể hơn, không có gì gọi là thực tế, thuần chất và đơn giản. Tất cả dữ kiện đều từ một hệ thống dự kiện được chọn trong một bối cảnh phổ quát nhờ các hoạt động của trí não. Vì vậy tất cả đó đều là dữ kiện đã được diễn giải, là dữ kiện được xét tách rời khỏi môi trường bằng tư duy trừu tượng nhân tạo hoặc dữ kiện được xét trong một hoàn cảnh đặc biệt. Bất kể là trường hợp nào thì các dữ kiện đó đều hàm chứa giá trị diễn giải bên trong hoặc bên ngoài. Điều này không có nghĩa là chúng ta không thể nắm bắt thực tại thế giới trong cuộc sống hàng ngày hay trong khoa học. Điều đó chỉ có nghĩa là chúng ta chỉ nắm bắt một số góc cạnh mà thôi, chính xác là những gì chúng ta cần tới trong toan tính cuộc sống hàng ngày, hay từ góc nhìn của một quy trình với những nguyên tắc đã được công nhận trong tư duy được gọi là phương pháp khoa học."